# Бидаш, Афанасий Иванович
Афанасий Иванович Бидаш (укр. Опанас Іванович Бідаш; 15 января 1901, Зелёное, Елисаветградский уезд, Херсонская губерния (ныне — Кировоградская область) — 1978, Пятихатки, Днепропетровская область, СССР) — религиозный деятель «нерегистрированных» пятидесятников, начальствующий епископ Союза христиан веры евангельской (1948—1978).
Узник совести, дважды (1948, 1957) судим за «контрреволюционную деятельность»; в советских лагерях провёл 18 лет. В 1988 году Верховным судом Украинской ССР посмертно реабилитирован и признан жертвой политических репрессий.
По имени Бидаша, верующие нерегистрированных пятидесятнических общин иногда именовались «бидашевцы».

## Биография

### Ранние годы
Родился в селе Зелёное, Елисаветградского уезда, Херсонской губернии (ныне — Кировоградская область) в семье крестьян. Через некоторое время родители Бидаша присоединились к церкви евангельских христиан. Афанасий получил обязательное образование, состоящее в то время из 6 классов.
В 1924 году примкнул к пятидесятническому движению; с 1926 года стал проповедником Союза христиан евангельской веры. Известно, что в 1926-27 годах он был в поездке на Кубани и проповедовал в пятидесятнических церквах Батайска, Ростова-на-Дону и других местах.
В 1929 году Бидаш переехал в город Пятихатки, где работал на железной дороге. В 1931 году М. С. Бут рукоположил его на пресвитерское служение. После ареста Правления Союза ХЕВ (1930) и арестов М. Бута и Д. Пономарчука (1932) союз пятидесятников фактически перестал существовать. В 1932 году молитвенное здание пятидесятников в Пятихатках было закрыто; церковь Бидаша стала проводить нелегальные богослужения по домам. Неофициально, город Пятихатки стал в это время центром пятидесятнического движения, потому что здесь проживал оставшийся на свободе Г. Г. Понурко, выполнявший функции руководителя Союза ХЕВ вплоть до своего ареста в 1935 году. Весной 1933 года А. Бидаш был впервые арестован и провёл два с половиной месяца в заключении.

### Епископальная церковь ХВЕ
В 1941 году по состоянию здоровья Бидаш не был призван в армию и остался в Пятихатках. Работал продавцом, кассиром, потом заведующим лесным складом Райупросоюза. Вскоре, с разрешения оккупационных немецких властей, пятидесятническая община Пятихаток возобновила открытые богослужения; одновременно встал вопрос о воссоздании Союза ХЕВ. Бидаш стал одним из организаторов съезда пятидесятнических служителей, прошедшего 1 ноября 1942 года в Пятихатках, на котором было провозглашено воссоздание Епископальной церкви ХВЕ. На съезде епископом (председателем) церкви был избран Г. Г. Понурко, Бидаш был избран вторым заместителем председателя. Чуть позже его назначат первым заместителем; в 1944 году Бидаш был рукоположен на епископское служение. Всё это время он оставался пастором поместной церкви Пятихаток.

### Августовское соглашение
Под давлением советских властей в августе 1945 года А. И. Бидаш и Д. И. Пономарчук начинают переговоры об объединении со Всесоюзным советом евангельских христиан и баптистов. Переговоры закончились подписанием 24 августа т. н. «Августовского соглашения» объединившего баптистов, верующих бывшего Союза ХЕВ и бывшего Всепольского союза ХВЕ (от имени последнего соглашение подписали И. К. Панько и С. И. Вашкевич).
Невыполнение соглашения на местах и последующее притеснение пятидесятников вызвали массовый отток общин из ВСЕХБ. В феврале 1947 года в Киеве Бидаш проводил совещание пятидесятнических служителей, несогласных с Августовским соглашением. 16-17 марта 1948 году в Днепродзержинске, под руководством Бидаша состоялось расширенное совещание служителей ХВЕ, на котором фактически было провозглашено создание отдельного союза. Сразу же после окончания съезда все его 16 участников были арестованы и позже приговорены к различным срокам тюремного заключения.
Афанасий Бидаш был заочно осуждён особым совещанием при Министерстве госбезопасности СССР и приговорён по 54-й статье (п.10) Уголовного кодекса Украинской ССР к десяти годам лишения свободы. Наказание отбывал в Инте, Коми АССР. В лагере постоянно находился в закрытой камере для инвалидов, что отрицательно сказалось на его здоровье.

### Союз ХВЕ
Благодаря хрущевской оттепели, Афанасий Бидаш был досрочно освобождён «по болезни» 27 ноября 1955 года и фактически сразу же возглавил движение нерегистрированных пятидесятнических общин.
Вместе с С. И. Марином, К. С. Кружко и B. C. Шепелем Афанасий Бидаш доработал догматы вероучения ХЕВ, взяв за основу документ, подготовленный И. Е. Воронаевым. К июню 1956 года в городе Пятихатках был восстановлен «руководящий центр», а 15-20 августа 1956 года в Харькове состоялось подпольное совещание служителей, принявшее «Краткое Вероучение Христиан Евангельской Веры, которые находятся в СССР» и воссоздавшее независимый Союз пятидесятников. В связи со стихийным слиянием пятидесятников западной и восточной Украины было принято общее название для членов данного религиозного движения — христиане веры евангельской.
Осенью 1956 года Афанасий Бидаш находился в Москве, добиваясь регистрации Союза ХВЕ. В это время он трижды (13 октября, 25 октября, 12 ноября) был принят в Совете по делам религиозных культов, проводил встречи с руководством ВСЕХБ, участвовал на заседание Президиума ВСЕХБ и даже обращался с заявлением на имя Председателя Президиума Верховного совета СССР К. Е. Ворошилова. Несмотря на предпринятые усилия, советские власти отказались регистрировать Союз ХВЕ.
Возвращаясь из Москвы домой в Пятихатки, Бидаш посетил общины пятидесятников в Молдавии, Краснодарском крае, в ряде областей Украины, призывая их к подпольному служению.
Афанасий Бидаш вновь был арестован 20 января 1957 года. В мае 1957 года судебная коллегия по уголовным делам Днепропетровского областного суда рассмотрела его дело и приговорила к 10 годам заключения с конфискацией всего имущества и поражением в правах после отбытия наказания сроком на 5 лет. Заключение А. И. Бидаш отбывал в Особом лагере № 3. Освободился 20 января 1967 года.
После освобождения, в 1967 году Бидашом был сформирован Совет епископов с Правлением и Начальствующим епископом. Впоследствии, группа Бидаша именовалась Киевским епископатом. В последние годы жизни Бидаш отошёл от управления братством, на Совете епископов поочерёдно председательствовали находящиеся на свободе епископы.
Скончался в Пятихатках в 1978 году в возрасте 77 лет.